# Elionor d'Este
Elionor d'Este (Ferrara, Ducat de Ferrara 1515 - íd. 1575) fou una membre de la Casa d'Este que va esdevenir religiosa.

## Orígens familiars
Va néixer el 3 de juliol de 1515 a la ciutat de Ferrara sent filla del duc Alfons I d'Este i la seva segona esposa, Lucrècia Borja. Fou neta per línia paterna d'Hèrcules I d'Este i Elionor de Nàpols; i per línia materna de Roderic de Borja, futur papa Alexandre VI, i la seva amistançada Vannozza Cattanei. Fou germà, entre d'altres, del duc Hèrcules II d'Este, Francesc d'Este, Alfons d'Este i Hipòlit d'Este.

## Vida religiosa
Orientada a la vida religiosa des de ben jove, es convertí en monja del Convent de Corpus Christi de la ciutat de Ferrara. A la seva mort, ocorreguda el 15 de juliol de 1575, fou enterrada en aquest convent al costat de la seva mare i d'altres membres de la família.